# Olga Medvedțeva
Olga Medvedțeva (n. 7 iulie 1975, Borodino⁠(d), RSFS Rusă, URSS) este o biatlonistă rusă, medaliată olimpică. A participat la 3 ediții ale Jocurilor Olimpice (2002, 2006, 2010) în care a câștigat două medalii de aur și o medalie de bronz.